# Прапор Вінниці
Пра́пор Ві́нниці — хоругва (прямокутне полотнище з співвідношенням сторін 1:1), на червоному тлі якої зображений герб міста. Хоругва з трьох боків (окрім сторони від держака) має лиштву з білих рівнобічних трикутників шириною 1/8 від ширини хоругви.
Прапор затверджено 16 травня 1993 р. рішенням № 1108/28 сесії Вінницької міської ради.
Автор прапора — вінницький історик та геральдист Юрій Легун.
Червоний колір символізує хоробрість, мужність і безстрашність мешканців міста в боротьбі із загарбниками, а білий колір — чистоту помислів. Прапор Вінниці також є вчеплиним на Вінницькій водонапірній вежі (на її верху).